# Memduh
Memduh ist ein türkischer männlicher Vorname arabischer Herkunft und eine Form von Mamduh mit der Bedeutung „der Gepriesene, Gelobte, Gerühmte“.

## Verbreitung
Der Name ist in Westeuropa nur selten anzutreffen. In der Schweiz tragen 10 Personen diesen Namen (Stand 2022). Memduh wurde in Österreich seit der Jahrtausendwende nur 4 Mal vergeben, und zwar 2001, 2005, 2008 und 2012. Außerdem ist die Vergabe in Dänemark nachgewiesen.

## Namensträger

### Osmanischer Übername
- Mehmed Memduh (1839–1925), Chronist und hoher Beamter des Osmanischen Reiches

### Vorname
- Memduh Şevket Esendal (1883–1952), türkischer Schriftsteller, Botschafter und Politiker
- Memduh Tağmaç (1904–1978), türkischer General
- Memduh Ün (1920–2015), türkischer Filmregisseur und -produzent